# Masters of Formula 3
De Masters of Formula 3 was een jaarlijks terugkerende race, die werd gezien als een van de belangrijkste races in de Formule 3-klasse. Tijdens de Masters reden Formule 3-coureurs uit verschillende Europese kampioenschappen. Naast de Masters of Formula 3 waren er slechts een beperkt aantal races waarbij er een cross over van kampioenschappen is, dit gebeurde onder andere bij de Formule 3 race in Monaco, de Korea F3 Super Prix en de Macau F3 Grand Prix. De race werd in de jaren 90 en het begin van deze eeuw verreden onder de naam Marlboro Masters, en was derhalve ook bekend onder deze naam.
De Masters of Formula 3 werd verreden op het Circuit Park Zandvoort. In 2007 en 2008 werd de race echter verreden op het Belgische Circuit Zolder, aangezien op Zandvoort het maximale aantal geluidsdagen met de komst van de A1 Grand Prix overschreden werd. Vanaf 2009 keerden de Masters weer terug in Zandvoort.
In 2017 werd het evenement eenmalig afgelast vanwege wijzigingen op de kalender van het circuit. Volgens de reglementen van het Europees Formule 3-kampioenschap, waar traditioneel de meeste deelnemers in uitkomen tijdens het seizoen, mochten de coureurs geen races rijden op een circuit voordat er in het kader van het kampioenschap wordt gereden. Sindsdien is het evenement echter niet teruggekeerd.

## Resultaten
| Jaar | Winnaar            | Tweede              | Derde                 |  | Pole position       | Snelste ronde       |
| ---- | ------------------ | ------------------- | --------------------- |  | ------------------- | ------------------- |
| 1991 | David Coulthard    | Jordi Gené          | Marcel Albers         |  | Rubens Barrichello  | Rubens Barrichello  |
| 1992 | Pedro Lamy         | Diogo Castro Santos | Gil de Ferran         |  | Kelvin Burt         | Kelvin Burt         |
| 1993 | Jos Verstappen     | Paolo Coloni        | Michael Krumm         |  | Jos Verstappen      | Michael Krumm       |
| 1994 | Gareth Rees        | Jörg Müller         | Sascha Maassen        |  | Jörg Müller         | Sascha Maassen      |
| 1995 | Norberto Fontana   | Ralf Schumacher     | Hélio Castroneves     |  | Norberto Fontana    | Ralf Schumacher     |
| 1996 | Kurt Mollekens     | Jonny Kane          | Nick Heidfeld         |  | Kurt Mollekens      | Kurt Mollekens      |
| 1997 | Tom Coronel        | Sébastien Philippe  | Mark Webber           |  | Sébastien Philippe  | Sébastien Philippe  |
| 1998 | David Saelens      | Enrique Bernoldi    | Mario Haberfeld       |  | David Saelens       | David Terrien       |
| 1999 | Marc Hynes         | Thomas Mutsch       | Etienne van der Linde |  | Thomas Mutsch       | Marc Hynes          |
| 2000 | Jonathan Cochet    | Ben Collins         | Tomas Scheckter       |  | Jonathan Cochet     | Jonathan Cochet     |
| 2001 | Takuma Sato        | André Lotterer      | Anthony Davidson      |  | Takuma Sato         | Takuma Sato         |
| 2002 | Fábio Carbone      | Olivier Pla         | Tristan Gommendy      |  | Fábio Carbone       | Bruce Jouanny       |
| 2003 | Christian Klien    | Nelson Piquet jr.   | Ryan Briscoe          |  | Nelson Piquet jr.   | Ryan Briscoe        |
| 2004 | Alexandre Prémat   | Éric Salignon       | Adam Carroll          |  | Alexandre Prémat    | Éric Salignon       |
| 2005 | Lewis Hamilton     | Adrian Sutil        | Lucas di Grassi       |  | Lewis Hamilton      | Lewis Hamilton      |
| 2006 | Paul di Resta      | Giedo van der Garde | Sébastien Buemi       |  | Giedo van der Garde | Giedo van der Garde |
| 2007 | Nico Hülkenberg    | Yann Clairay        | Jean Karl Vernay      |  | Romain Grosjean     | James Jakes         |
| 2008 | Jules Bianchi      | Nico Hülkenberg     | Jon Lancaster         |  | Nico Hülkenberg     | Max Chilton         |
| 2009 | Valtteri Bottas    | Mika Mäki           | Stefano Coletti       |  | Valtteri Bottas     | Valtteri Bottas     |
| 2010 | Valtteri Bottas    | Alexander Sims      | Marco Wittmann        |  | Alexander Sims      | Jean-Éric Vergne    |
| 2011 | Felix Rosenqvist   | Marco Wittmann      | Kevin Magnussen       |  | Roberto Merhi       | Felix Rosenqvist    |
| 2012 | Daniel Juncadella  | Raffaele Marciello  | Hannes van Asseldonk  |  | Daniel Juncadella   | Daniel Juncadella   |
| 2013 | Felix Rosenqvist   | Alex Lynn           | Emil Bernstorff       |  | Felix Rosenqvist    | Felix Rosenqvist    |
| 2014 | Max Verstappen     | Steijn Schothorst   | Nabil Jeffri          |  | Max Verstappen      | Indy Dontje         |
| 2015 | Antonio Giovinazzi | George Russell      | Sergio Sette Câmara   |  | Antonio Giovinazzi  | Antonio Giovinazzi  |
| 2016 | Joel Eriksson      | Niko Kari           | Sergio Sette Câmara   |  | Joel Eriksson       | Zhou Guanyu         |

## Bezoekersaantallen
- 1991: 35.000
- 1992: 45.000
- 1993: 56.000
- 1994: 58.000
- 1995: 55.000
- 1996: 85.000

- 1997: 71.000
- 1998: 70.000
- 1999: 100.000
- 2000: 60.000
- 2001: 65.000
- 2002: 60.000

- 2003: 50.000
- 2004: 47.500
- 2005: 40.000
- 2006: 30.000
- 2007: Onbekend
- 2008: Onbekend

- 2009: 26.000
- 2010: 43.000
- 2011: Onbekend
- 2012: 26.500
- 2013: 16.700
- 2014: 14.607